# Allison Balfour
Allison Balfour o Margaret Balfou (siglo XVI-15 de diciembre de 1954) fue una curandera escocesa acusada y ejecutada por brujería.

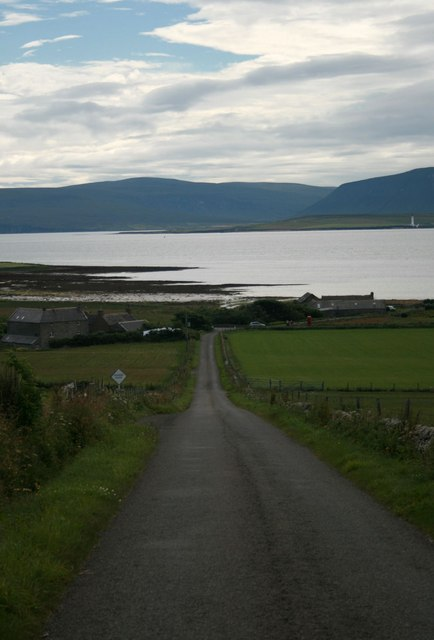
Allison Balfour vivía en Escocia, en una zona de Stenness en la isla continental de Orkney.

El juicio de 1594 contra la presunta bruja Allison Balfour o Margaret Balfour', es uno de los casos de brujería escoceses citados con más frecuencia. Balfour vivió en las Islas Orcadas de Escocia, en la zona de Stenness. En aquella época en Escocia, la Ley Escocesa sobre la Brujería de 1563 establecía que la condena por brujería fuera la pena de muerte.
Patrick Stewart, segundo conde de Orkney, conocido como Black Patie, gobernaba Orkney en 1594 en el momento del juicio de Balfour. Patie estaba convencido de que sus hermanos menores, y en particular John Stewart, conde de Carrick, estaban conspirando para matarlo. Patie descubrió veneno en posesión de uno de los sirvientes de John, Thomas Paplay, quien después de ser torturado durante once días confesó e implicó a Balfour entre sus co-conspiradores.
Aunque Paplay se retractó de su confesión justo antes de su ejecución, Balfour y su familia fueron transportados a Kirkwall, donde fueron torturados hasta que les extrajeron una confesión. Balfour fue juzgada, declarada culpable de brujería y condenada a muerte. Tal como lo había hecho Paplay, Balfour se retractó de su confesión inmediatamente antes de su ejecución el 16 de diciembre de 1594, proclamando públicamente su inocencia y detallando las torturas sufridas por ella y sus familiares. Fue ejecutada en Gallow Ha' en Kirkwall el 16 de diciembre de 1594.

## Contexto
Los isleños de las Orcadas tenían una larga tradición de creencias en la brujería, la hechicería y las criaturas sobrenaturales. Los poderes mágicos eran aceptados como parte de la vida y no se cuestionaban. La caza de brujas en Escocia comenzó alrededor de 1550; el parlamento de María, reina de Escocia, aprobó la Ley Escocesa sobre la Brujería en 1563 (aunque María, bajo una severa presión de los protestantes, retrasó el asunto tanto como pudo), estableciendo que la condena por brujería fuera la pena capital. Aunque el archipiélago de las Orcadas estuvo oficialmente bajo jurisdicción noruega hasta 1611, de hecho era regido por Escocia desde 1468, estando sometido a la autoridad de condes escoceses. Patrick Stewart, segundo conde de las Orcadas, conocido como Black Patie, gobernaba las islas en 1594 en el momento de los primeros juicios por brujería. La familia Stewart tenía muchos resentimientos entre sí: Patie tenía una relación amarga con su padre, y mostraba una animosidad particular hacia sus hermanos menores, especialmente John Stewart, conde de Carrick, de quien Patie estaba convencido de que tenía la intención de asesinarlo. Había encontrado a Thomas Paplay, el sirviente de John, con veneno. Paplay fue torturado durante once días hasta que confesó, citando a Allison Balfour entre los conspiradores. Se retractó de su confesión justo antes de su ejecución.
La información disponible sobre los juicios de brujas en las Orcadas antes de 1612 es escasa, pero los detalles de la condena de Balfour han sido descritos por Julian Goodare como "uno de los casos de brujería más citados de Escocia". Balfour vivía en un área de Stenness conocida como Irlanda, con su anciano esposo Taillifeir y sus hijos. Era una curandera con métodos naturales de cierta reputación, y supuestamente sus hermanos y sus amigos le habían pedido consejo sobre la mejor manera de hechizar a Black Patie, ya que estaban conspirando para matarlo. La primera de varias supuestas consultas tuvo lugar en octubre de 1593, cuyos resultados se desconocen, pero Black Patie no sufrió efectos nocivos aparentes. Sin embargo, Balfour fue arrestada y trasladada a Kirkwall para ser juzgada en diciembre de 1594.
El caso fue inusual ya que fue iniciado únicamente a instancias de Patie, mientras que la mayoría de los juicios de brujas escocesas requerían una comisión de justicia. La mayoría de los juicios de brujas se llevaron a cabo en la catedral de San Magnus, donde también es posible que se haya encarcelado a los prisioneros, pero Balfour estuvo recluida en el Castillo de Kirkwall. El historiador de las Orcadas, Ernest Marwick, especula que es posible que se hayan llevado a cabo torturas en la catedral. Balfour fue interrogada durante dos días por Henry Colville de Orphir, ministro y amigo íntimo de Patie.

## Tortura
Henry Colville intentó obtener pruebas suficientes de Balfour para permitir que Patie tomara medidas contra su hermano, John Stewart. Fue sometida a brutales torturas durante un período de cuarenta y ocho horas y Colville asumió el papel de "interrogador y consolador espiritual". Sus piernas fueron aprisionadas en un artilugio llamado caschielawes, un dispositivo hecho de hierro que podía calentarse en un horno, hasta que la carne de la víctima comenzaba a asarse. Cuando Balfour perdía el conocimiento, lo que sucedió varias veces, le quitaban el dispositivo hasta que conseguían despertarla y reanudaban la tortura. Mientras Balfour seguía reclamando su inocencia, Colville centró su atención en su marido, su hijo y su hija de siete años. Taillifeir, su marido, fue torturado delante de ella mediante el uso de grilletes largos, aunque no está claro exactamente de qué tipo de dispositivo se trataba (Marwick los describe como grilletes, pero el historiador Sigurd Towrie, los caracteriza como un método de presión mediante la colocación de hasta 700 libras (317,5 kg) de piedras sobre el cuerpo de la víctima). Como Balfour seguía sin confesar, la obligaron a ver cómo le metían las piernas a su hijo en una bota de hierro. El dispositivo, que se extendía desde su rodilla hasta su tobillo, fue golpeado cincuenta y siete veces con un gran martillo. Las botas provocan graves aplastamientos y mutilaciones en la carne y los huesos.
Balfour llegó al límite cuando Colville torturó a su hija, colocando las manos de la niña en unos tornillos para pulgares, también llamados pinniewinkles, pulverizando los dedos de la pequeña. Colville le aseguró a Balfour que no sería ejecutada si confesaba. Ella cedió y finalmente Colville consiguió una admisión de culpabilidad suficiente para que el tribunal pudiera condenarla.

## Ejecución y consecuencias
A pesar de la promesa de Colville, Balfour fue declarada culpable de conspirar para asesinar mediante el uso de brujería y fue sentenciada a ser estrangulada y quemada. El 16 de diciembre de 1594, Balfour fue trasladada a Gallow Ha', en Kirkwall para ser ejecutada. Antes de ser estrangulada, se le exigió que hiciera una declaración ante la multitud reunida y cinco ministros, incluido Colville, ante el notario público; en lugar de eso, proclamó su inocencia y detalló las torturas llevadas a cabo contra ella y su familia. Inmediatamente antes de que se dictara sentencia contra Balfour, se intentó que implicara al Laird de Stenhouse, Patrick Bellenden, en la conspiración interrogándola sobre un trozo de cera que él le había dado. Lo habían sacado de su bolso cuando fue arrestada y sus inquisidores consideraron que era para hacer una efigie. Ella negó aquellas afirmaciones, señalando que era para producir un tratamiento para el cólico de Lady Bellenden.
La existente acritud entre Patie y sus hermanos continuó sin cesar; el 24 de junio de 1596, John Stewart, conde de Carrick, fue acusado en el tribunal de justicia de Edimburgo de conspirar con Balfour para envenenar a su hermano, Patie. John Stewart se defendió afirmando que la confesión debía ignorarse, ya que ella se había retractado y sólo se había obtenido bajo tortura. Fue declarado inocente.
Colville había seguido apoyando a Patie y durante 1595 fue nombrado diputado de Patie. Tres semanas después de la absolución de John Stewart, Colville estaba atendiendo asuntos en nombre de Patie en Nesting, Shetland. Stewart, junto con un grupo de amigos que por diversas razones también despreciaban a Colville, navegó desde Montrose a Shetland, reabasteciéndose en el camino en las Orcadas. Desembarcaron en Shetland en Tingwall y se dirigieron por tierra hasta donde se alojaba Colville. No se sabe con certeza cuál miembro del grupo terminó con él en julio de 1596, pero el 14 de octubre de ese año Stewart fue juzgado por el asesinato y una vez más absuelto. William Stewart y Gilbert Pacock, uno de los empleados de John Stewart, fueron decapitados en el ínterin por el crimen.